# لوبین
لوبین (به لاتین: Lubin) یک منطقهٔ مسکونی در لهستان است که در شهرستان لوبین واقع شده‌است. لوبین ۴۰٫۷۷ کیلومتر مربع مساحت و ۷۴٬۸۸۶ نفر جمعیت دارد.